# Direction générale de la Route maritime du Nord

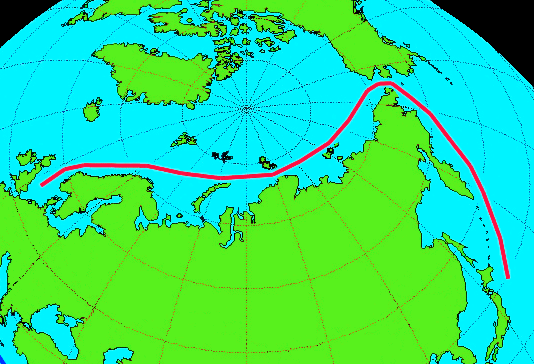
La route maritime du Nord entre l'Europe et l'océan Pacifique.

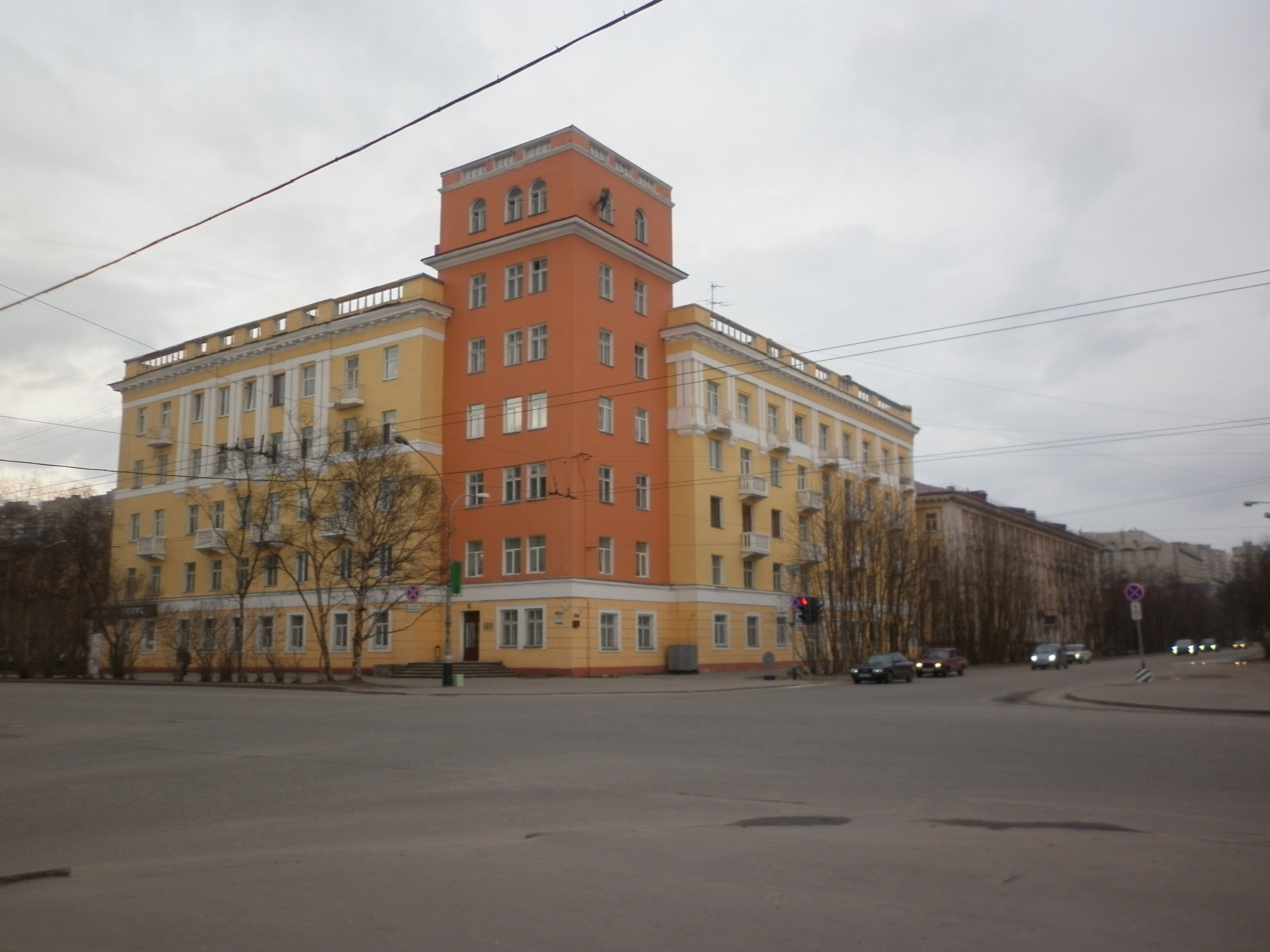
Bureaux du GOuSMP à Mourmansk.

La direction générale de la Route maritime du Nord (en russe : Главное управление Северного морского пути, Glavnoïe Oupravlenie Severnogo Morskogo Pouti, en abrégé ГУСМП, GOuSMP), ou Glavsevmorpout, est un organisme d'État soviétique, chargé de la navigation sur la route maritime du nord. Créé en janvier 1932, il fut dissous en 1964.

## Histoire
L'origine de cet organisme remonte à une société de transport maritime, AO Komseveropout, établie par le « gouvernement » de l'amiral Koltchak et nationalisée par les bolcheviks. Le terme signifie « Centrale de la Route Maritime du Nord ». En mai 1931, la AO Komseveropout fut réorganisée en VO Glavkomseveropout, qui employait 35 000 personnes disséminées dans tout l'Arctique, ainsi qu'un personnel considérable à Moscou et dans d'autres villes du continent. Un nouveau bureau, Glavsevmorpout, fut créé en décembre 1932 et absorba le VO Glavkomseveropout en mai 1933. L'explorateur de l'Arctique Otto Schmidt, qui dirigeait l'Institut arctique, fut placé à la tête du nouvel organisme. Le Glavsevmorpout avait son propre service aérien polaire, l'Aviaarktika, dirigé par Mark Chévéliov.
Outre la navigation dans l'Arctique, le Glavsevmorpout était également chargé de l'exploitation des ressources de l'Extrême-Nord et de la coordination des approvisionnements et des transports. Sa mission était de contribuer au développement de la côte septentrionale de la Sibérie. Il était par conséquent habilité à établir des ports maritimes, à mener des recherches approfondies et à réaliser des échanges commerciaux avec les États-Unis et le Japon, comme l'impliquait sa fonction principale. L'expansion rapide et incontrôlée de l'organisation, en particulier dans ses bureaux de Moscou, fut dans un premier temps masquée par les succès des saisons 1934-1936.
Cependant, la saison 1937, combinant projets irréalistes, mauvais temps et malchance, fut un désastre. Soixante-quatre navires envoyés sur la route – dont beaucoup n'étaient pas conçus pour résister aux conditions de la navigation dans l'Arctique – furent piégés avec leur équipage et leur cargaison par l'hiver polaire. L'un d'entre eux, le Rabotchi, coula. Cette débâcle, qui coïncidait avec la Grande Purge, conduisit à l'arrestation par le NKVD d'au moins 673 employés du Glavsevmorpout, par un effet domino. L'organisation, qui était sur-dimensionnée, fut rationalisée et ses fonctions auxiliaires furent affectées au Dalstroï, une structure du Goulag, pour les installations à terre, et au Gostorg pour les activités relevant du commerce extérieur. Le Glavsevmorpout se consacra désormais exclusivement au maintien de la voie maritime du Nord, plus précisément à sa ligne de cabotage.
Otto Schmidt, personnalité jusque-là très médiatisée, fut épargné mais réduit à ses seules fonctions scientifiques. La gestion globale de l'organisation fut confiée à Ivan Papanine, un vétéran du NKVD et un explorateur polaire célèbre. La première saison de Papanine (1939) fut relativement réussie et la route maritime du Nord devint une ligne de navigation qui fonctionnait régulièrement, plutôt qu'une aventure dangereuse.
Le Glavsevmorpout, qui avait eu jusque-là rang de ministère, fut rétrogradé en 1953 au niveau d'un simple département du ministère de la Marine marchande. En 1964, le département fut démantelé et ses divisions réparties entre le ministère de la Marine marchande, la Commission de la Météorologie et le ministère de l'Aviation civile. Le système continua cependant à fonctionner, sa capacité culminant en 1987. 
Une île de l'embouchure de la Kolyma, Mikhalkino, fut renommée Glavsevmorpout ou GOuSMP en l'honneur de cet organisme. 69° 05′ N, 161° 05′ E